# Tataynic
Tataynic è un film del 1998 diretto da Ben Feleo, con protagonista Dolphy.
Il titolo è una parodia della pellicola Titanic di James Cameron, uscita l'anno precedente, nonché unione delle parole tatay (padre in tagalog) e Nic (da Nicarpio, protagonista del film).

## Trama
Nicarpio de Carpio, padre di famiglia ingenuo e goffo ma allo stesso tempo premuroso, decide di concedersi una crociera per allontanarsi dagli impegni della vita quotidiana. In mare, tuttavia, si ritrova a vivere una serie di disavventure assieme ai membri della propria famiglia e al personale della nave.

## Personaggi e interpreti
- Nicarpio de Carpio, interpretato da Dolphy
- Rose, interpretata da Zsa Zsa Padilla
- Vandolph Quizon
- Signor Balboa, interpretato da Babalu
- Zeny Zabala
- Nini Jacinto (accreditata come Apple Zuniga)
- Jeffrey Quizon
- Bella Flores
- Colonnello, interpretato da Larry Silva
- Rey Abella
- Jessie Cruz
- Lilia Cuntapay
- Rene Pascual
- Dino Quizon
- Pol Roa
- Tito Varela
- Max Vera

## Produzione
Le riprese del film si sono svolte nella città di Cebu, a bordo della MV SuperFerry 12 (di proprietà della compagnia di navigazione William, Gothong & Aboitiz o WG&A).
Si tratta di una delle pellicole del sodalizio artistico tra Dolphy e la cantante nonché compagna Zsa Zsa Padilla, protagonisti di altri noti film comici a cavallo tra la fine degli anni novanta e gli anni duemila. Come per altri film del veterano comico filippino, Tataynic vide la partecipazione di diversi suoi figli in ruoli minori.
È inoltre l'ultimo film della carriera di Babalu, tra i più importanti e apprezzati attori comici filippini e spesso spalla di Dolphy in numerose sue produzioni di successo.

## Distribuzione
Il film è stato distribuito nel circuito cinematografico filippino il 27 maggio 1998.